# كتاب الإقامة
كتاب الإقامة هو كتاب للشاعر اللبناني محمد علي فرحات جمع فيه نصوصاً كان كتبها في الثمانينات. وكان قسم من هذا الكتاب صدر سابقاً عام 1982 في طبعة محدودة وحالت الحرب الأهلية اللبنانبة دون توزيعه، فلم يكن في متناول القراء. ثم صدر حديثاً عن دار النهضة العربية، في طبعة مزيدة ومنقحة، أيضاً بعنوان «كتاب الإقامة».
الكتاب مجموعة نصوص نثرية، ذات أفق شعري، تنتمي إلى المدرسة الجمالية اللبنانية وتطوّرها منفتحة على أبعاد الذات الإنسانية وعلى الأسئلة الوجودية التي تشغل صاحبها. فالجمالية التي تنمّ عنها النصوص مشبعة بمدى روحي وميتافيزيقي، ما يرسّخ انتماءها إلى الأدب اللبناني الحديث.
وضمّ الكتاب قسمين، الأول عنوانه «الرعويات» والثاني «الإقامة». ومن الكتاب هذه المقطوعة بعنوان «كيف»:
كيف العجوز في بيته غريب
يحمل زمنه بيتاً في بيتِ الحاضر
يتنقل بين الشرفةِ والشبّاك
كيف يغادر العجوز عمره، لا يعود